# Matthieu Ricard
Matthieu Ricard (Aix-les-Bains, Frankrijk 15 februari 1946) is een boeddhistisch monnik, fotograaf, schrijver, vertaler uit het Tibetaans en de ‘gelukkigste man ter wereld'. Hij promoveerde aan het Pasteur-instituut, maar trok vervolgens naar de Himalaya en werd boeddhistisch monnik. Sinds 1989 is hij de officiële Franse tolk van de veertiende dalai lama, maar hij reist ook in eigen naam de wereld rond om, onder meer op het Wereld Economisch Forum in Davos en in TED-Talks, zijn visie op wat nodig is voor een welvarende toekomst uit de doeken te doen.

## Biografie
Matthieu Ricard is de zoon van de Franse filosoof Jean-François Revel (pseudoniem van Jean-François Ricard) en de kunstschilderes Yahne Le Toumelin, die al in 1967 een boeddhistische non was geworden. Zijn ouders waren bevriend met kunstenaars en intellectuelen als André Breton, Maurice Béjart en Henri Cartier-Bresson. 
Ricard studeerde moleculaire biologie aan het Pasteur-instituut in Parijs en promoveerde in 1972 bij de Franse Nobelprijswinnaar François Jacob met onderzoek naar celdeling en het in kaart brengen van chromosomen. Hij mag dus de titel van doctor dragen en zich Dr. Matthieu Ricard noemen.

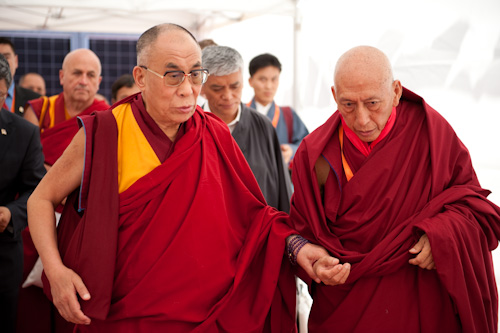
De dalai lama in 2009 in Lausanne, met Matthieu Ricard in de achtergrond

### Leven als boeddhistisch monnik
Tijdens zijn studie was Ricard al enkele keren naar Noord-India getrokken om zich daar te verdiepen in het Tibetaans boeddhisme. In Darjeeling ontmoette hij Kangyour Rinpoche, die zijn eerste leermeester zou worden. Na diens dood ging hij in de leer bij Dilgo Khyentse Rinpoche in Nepal en Tibet, tot ook deze geestelijke overleed. In 1979 wordt Ricard ingewijd tot boeddhistisch monnik en tot op de dag van vandaag woont hij in een kamer op de bovenste verdieping van het Shechen-klooster van Bodnath in Kathmandu.

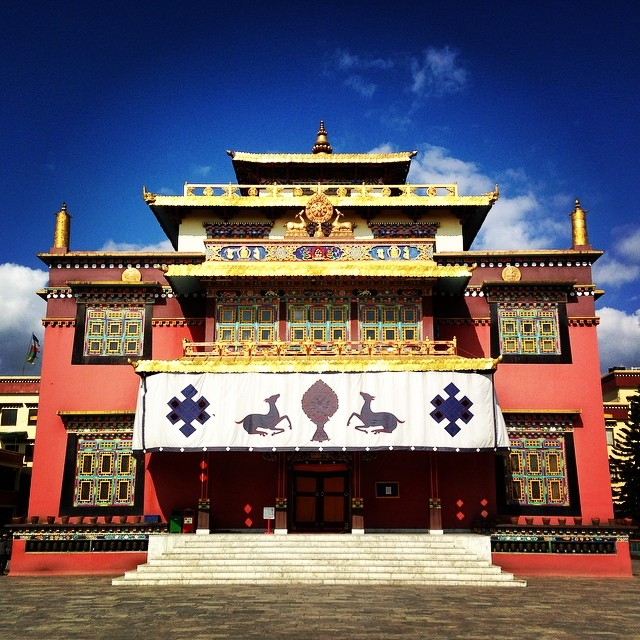
Shechen-klooster van Bodnath in Kathmandu

In 1989 werd Ricard de officiële Franse tolk van de dalai lama, de geestelijke leider van het Tibetaans boeddhisme.

### Schrijverswerk
Matthieu Ricard publiceert over meditatie en over de relatie tussen wetenschap en boeddhisme. In 1997 werd hij internationaal bekend met Le Moine et le Philosophe (in het Nederlands vertaald als De monnik en de filosoof), dat hij samen met zijn vader schreef en waarin ze met elkaar de dialoog aangaan over meditatie, westerse filosofie, wetenschap en de oorzaken van het lijden. Met zijn westerse, wetenschappelijke achtergrond legde Ricard de boeddhistische concepten in begrijpelijke taal uit. Het boek werd bekroond met de Alexandra David-Néel-prijs en vertaald in 23 talen.
In 2015 schreef Ricard Altruïsme: De kracht van compassie, een boek over boeddhisme en meditatie, maar ook over neurologie, ecologie, sociologie en psychologie. Zijn voornaamste stelling is dat mensen geen egoïsten zijn, maar wezens gericht op samenwerking om zo meer resultaat te behalen.
Ricard heeft verschillende boeken, onder meer van Dilgo Khyentse Rinpoche en de dalai lama, uit het Tibetaans vertaald.
Alle inkomsten uit de verkoop van zijn boeken schenkt Ricard aan Karuna-Shechen, de ngo die hij opgerichte in 2000 om onderwijs en gezondheidszorg te voorzien voor minderbedeelde kinderen in de Himalaya-regio.

### Samenwerking met de wetenschap
Matthieu Ricard beschouwt het boeddhisme meer als een geesteswetenschap dan een religie. Hij wil bewijzen dat het trainen van de geest (bijvoorbeeld door meditatie) het welbevinden verhoogt en werkt hiervoor samen met wetenschappers in de hele wereld. Onderzoek van de Amerikaanse University of Wisconsin-Madison uit 2008 leverde hem de titel 'gelukkigste man ter wereld’ op. Zelf zegt hij daarover: "Eenvoudig gesteld kun je zeggen dat mijn hersensignalen op een gevoel van innerlijk geluk wijzen dat ver buiten de curve van de normale metingen piekt. Vandaar mijn bijnaam." Ook de Belgische neuroloog Steven Laureys liet Ricard al mediteren in scanners en constateerde dat zijn brein opvallend jonger is dan zijn werkelijke leeftijd doet vermoeden.

Wanneer de Boeddha zegt “leegte is vorm en vorm is leegte”, dan is dat theoretisch gezien niet anders dan de formulering “materie is energie en energie is materie.”
— Matthieu Ricard

Ricard is verbonden aan het Mind and Life Institute, opgericht in 1987 door de dalai lama en (onder meer) de neurowetenschapper Francisco Varela. Dit instituut brengt geregeld boeddhistische monniken en wetenschappers samen om wetenschappelijke kennis te vergaren over de werking van de menselijke geest.

### Fotografie
Matthieu Ricard is ook fotograaf: “De schoonheid van de wereld, van het licht, ik weet niet of je daarvoor een fotograaf of een boeddhist moet zijn om dat te zien. Ik ben één persoon.” Toen Ricard nog aan het Pasteur-instituut werkte, werden zijn natuurfoto’s al gepubliceerd in verschillende tijdschriften. Zodra hij in de Himalaya geïnstalleerd was, begon hij zijn spirituele meesters en hun dagelijkse leven te fotograferen. Zijn eerste fotoboek, met foto’s van Dilgo Khyentse Rinpoche, verscheen in 1996. Sindsdien bracht hij ook de landschappen en de bevolking van de Himalaya-regio in beeld. Zijn foto’s werden gepubliceerd in National Geographic en tentoongesteld van New York tot Parijs. Ondertussen trad hij buiten zijn vertrouwde omgeving en publiceerde een fotoboek met natuurfoto’s die hij maakte in het Argentijnse  Patagonië, het Canadese Yukon en IJsland. Een selectie van zijn foto’s is te zien op zijn Instagram-account, dat meer dan 125.000 volgers telt. 

### Publicaties over meditatie, boeddhisme en wetenschap
- De monnik en de filosoof: gesprekken over boeddhisme en het westerse denken (samen met Jean-Francois Revel), Muntinga-Amsterdam, 2002, ISBN 90-417-0315-2 (vertaling van L'art de la méditation)
- Oneindig dichtbij: de monnik en de wetenschapper in gesprek over boeddhisme en de aard van het heelal (samen met Trinh Xhuan Thuan), Asoka-Rotterdam, 2001, ISBN 90-5670-053-7 (vertaling van L'infini dans la paume de la main)
- Altruïsme: de kracht van compassie, Ten Have-Utrecht, 2015, ISBN 978-90-259-0543-9 (vertaling van Plaidoyer pour l'altruisme)
- Waarom ik mijn vrienden niet opeet, Ten Have-Utrecht, 2015, ISBN 978-90-259-0463-0 (vertaling van Plaidoyer pour les animaux)
- De kunst van mediteren: meerwaarde, richtpunten en basisprincipes, Asoka-Rotterdam, 2009 ISBN 978-90-5670-215-1 (vertaling van L'art de la méditation)
- Voorbij het zelf: gesprekken over neurowetenschap en meditatie (samen met Wolf Singer), Asoka-Rotterdam, 2018, ISBN 978-90-5670-389-9 (vertaling van Cerveau et méditation)
- Het no-nonsense meditatieboek: over hoe bewust zijn je mentale en fysieke gezondheid kan versterken (samen met Steven Laureys), Borgerhoff & Lamberigts-Borgerhout, 2019, ISBN 978-90-8931-639-4

### Fotoboeken
- Tibet, een hommage, Lannoo-Tielt, 2006, ISBN 978-90-209-6693-0
- Boeddhisme in de Himalaya (samen met Olivier Föllmi), Lannoo-Tielt, 2008, ISBN 978-90-209-7787-5
- Bhutan: parel van de Himalaya, Lannoo-Tielt, 2008, ISBN 978-90-209-7974-9

## Nederlandse literatuur
- Mariëlle Hageman (2010). Overal boeddha's: en hoe ik geen verlichting bereikte. Thoth. ISBN 978-90-6868-550-3. (Matthieu Ricard is 'De Monnik')[16]

## Documentaires
- The Dalai Lama: 50 Years After the Fall (2009) van het regisseursduo Ritu Sarin en Tenzin Sönam
- The Altruism revolution van Sylvie Gilman en Thierry de Lestrade
- De toewijding van Matthieu Ricard (2009) van George Schouten en Babeth M. Van Loo.